# بيت عور الفوقا
بيت عور الفوقا هي قرية فلسطينية تقع في محافظة رام الله والبيرة بدولة فلسطين، شمال الضفة الغربية ، على بعد 14 كيلو متر غرب مدينة رام الله، و 3 كيلومتر جنوب شرقي بيت عور التحتا.
خلال الفترات الرومانية والبيزنطية اللاحقة، تراجعت أهمية المدينة، وبحلول أوائل القرن الخامس، أصبحت قرية صغيرة، كما لاحظ جيروم. في نهاية المطاف، تم التخلي عنها دون ذكر لها في المصادر العربية، على الرغم من العثور هنا على بقايا من العصر الصليبي والأيوبي. كانت في السابق قرية صغيرة حتى النصف الأخير من القرن العشرين.
اليوم، أصبحت بيت عور الفوقا قرية صغيرة، حيث يعود معظم سكانها بأصولهم إلى دورا. منذ عام 1967، كانت تحت الاحتلال الإسرائيلي، مع تقسيم أراضيها بين المنطقة «ب» والمنطقة «ج») بعد اتفاقيات أوسلو. وفقًا للجهاز المركزي للإحصاء الفلسطيني، بلغ عدد سكانها 1049 نسمة في تعداد عام 2017.

## الموقع والجغرافيا
تقع بيت عور الفوقا على بعد 8.4 كيلومتر (5.2 mi) غرب رام الله. يحدها من الشرق بيتونيا، ومن الشمال دير إبزيع، ومن الغرب بيت عور التحتا وخربثا المصباح، ومن الجنوب الطيرة وبيت عنان.
تتوج قرى بيت عور قمتين للتلال، على بعد أقل من 2 ميل (3.2 كـم) وتفصلها عن بيت عور الفوقا حوالي 245 متر (804 ft). لمدة قرون عديدة، سيطرت القرى التي تشغل مواقعها على أحد أكثر الطرق التاريخية في التاريخ. يصعد طريق بيثورون من سهل أيالون إلى بيت عور التحتا على ارتفاع 370 متر (1,210 ft)، ثم يستمر على طول التلال، مع وجود الوديان على كلا الجانبين، شمالًا وجنوبًا، قبل الوصول إلى بيت عور الفوقا على 616 متر (2,021 ft).

## التسمية
كلمة عور بالسريانية تعني التبن والهشيم، ذكرها ياقوت الحموي في معجمه سنة 626 هجرية. قال: الجيب للحصان، يقال لهما الجيب الفوقاني، والجيب التحتاني. والصحيح أن ما ذكره ياقوت هو بيت عور الفوقا وبيت عور التحتا، ولا يبعدان عن الجيب.

## تاريخها

### الفترة القديمة
تم تحديد بيت عور الفوقا كموقع لمدينة بيت حورون العليا القديمة. يحتفظ الاسم العربي الحديث بجزء من الاسم التوراتي للقرية، والذي يُعتقد أنه يحمل اسم الإله الكنعاني حورون.
قدر فينكلشتاين وليدرمان أن الموقع القديم للقرية يغطي حوالي 1.5 هكتار. توجد بركة كبيرة محفورة في الصخر في شمال شرق القرية. تشير النتائج الأثرية إلى أن بيت عور التحتا تأسست قبل بيت عور الفوقا، حيث يعود تاريخ قطع الفخار التي عثر عليها في بيت عور الفوقا إلى العصر الحديدي وما بعده، في حين يعود تاريخ قطع الفخار من البلدة السفلى إلى العصر البرونزي المتأخر.

### الفترة الكلاسيكية
في خريف عام 66 ميلادي، في بداية الحرب اليهودية الرومانية الأولى، مر سيستيوس جالوس عبر هذا الموقع في طريقه من وإلى القدس. كان ذلك في الوديان القريبة من بيثورون حيث تعرضت الفيلق الروماني الثاني عشر تحت قيادته لكمين وتدمير على يد المتمردين. بعد إخضاع الثورة في عام 70 م، بنى الرومان حصنًا في المدينة لحماية الطريق إلى القدس. إلى الشمال من القرية تقع سلسلة من الدرجات المنحوتة في الصخر، يبلغ عرضها حوالي 2.5 متر، ويُعتقد أنها جزء من الطريق الروماني القديم. خلال الفترة الرومانية المتأخرة وتحت حكم البيزنطيين، فقدت القرية أهميتها، وأصبحت قرية صغيرة بحلول القرن الخامس الميلادي.

### فترة العصور الوسطى
تم التعرف على القرية في العصر الصليبي. ميليسندا ملكة القدس أعطتها إقطاعية لمار سابا.. في عام 1165/64م، تم بيعها إلى قساوسة كنيسة القيامة. يعود تاريخ بقايا البرج في القرية إلى هذا العصر. كما تم العثور على نقش عربي يحتوي على آية من القرآن الكريم على مبنى حجري مهدم في بيت عور الفوقا، وينسبه موشيه شارون إلى فترة الحكم الأيوبي في فلسطين.

### الفترة العثمانية
تم ضم بيت عور الفوقا، مثل بقية فلسطين، إلى الدولة العثمانية في عام 1517، وفي تعداد عام 1596 ظهرت القرية وكأنها تقع في ناحية القدس التابعة للواء القدس. كان عدد سكانها 5 أسر مسلمة، ودفعت معدل ضريبة ثابت بنسبة 25% على مختلف المنتجات الزراعية، بما في ذلك القمح والشعير والزيتون والماعز وخلايا النحل، بإجمالي 535 آقجة. في عام 1838، تم تصنيفها كقرية إسلامية، تقع في منطقة بني مالك، غربي القدس.
زار المستكشف الفرنسي فيكتور جورين القرية عام 1863، ووصفها بأنها يبلغ عدد سكانها حوالي 150 نسمة، وأنها محاطة بحدائق من أشجار الزيتون. كما لاحظ أيضًا بقايا قلعة صغيرة. أظهرت قائمة رسمية للقرى العثمانية تعود إلى عام 1870 تقريبًا أن بيت أور الفوقا كان بها 53 منزلًا ويبلغ عدد سكانها 159 نسمة، على الرغم من أنها أحصت الرجال فقط.
في عام 1883، وصف مسح فلسطين الغربية الذي أجرته مؤسسة أبحاث فلسطين بيت عور الفوقا بأنه "قرية صغيرة مبنية من الحجر في نهاية نتوء على تل. تنحدر الأرض بشدة إلى الغرب. مصدر المياه صناعي، وفي الشمال والجنوب توجد وديان عميقة. المنظر الغربي واسع للغاية، بما في ذلك البحر وسهول اللد والرملة وجزء من وادي عجلون."

### فترة الانتداب البريطاني
في تعداد فلسطين عام 1922 الذي أجرته سلطات الانتداب البريطاني، بلغ عدد سكان القرية 147 نسمة، جميعهم مسلمون. وبحلول تعداد عام 1931، كان فيها 47 منزلاً مأهولاً وبلغ عدد سكانها 173 نسمة، جميعهم مسلمون.
في إحصاءات القرية لعام 1945 بلغ عدد سكانها 210 نسمة جميعهم مسلمون بينما بلغت المساحة الكلية للأرض 3,762 دونم (3.762 كـم2؛ 1.453 ميل2)، وفقًا لمسح رسمي للأراضي والسكان. من هذه المساحة، 989 دونم (98.9 ها؛ 244 أكر) تم تخصيصها للمزارع والأراضي القابلة للري، 1,277 دونم (127.7 ها؛ 316 أكر) للحبوب، بينما 26 دونم (2.6 ها؛ 6.4 أكر)تم تصنيف على أنها مناطق مبنية (حضرية).

### الحكم الأردني
في أعقاب نكبة عام 1948، وبعد اتفاقيات الهدنة عام 1949، أصبحت بيت عور الفوقا تحت الحكم الأردني. كما وجد تعداد السكان الأردني لعام 1961 أن عدد سكان هذه المنطقة بلغ 362 نسمة.

### بعد عام 1967

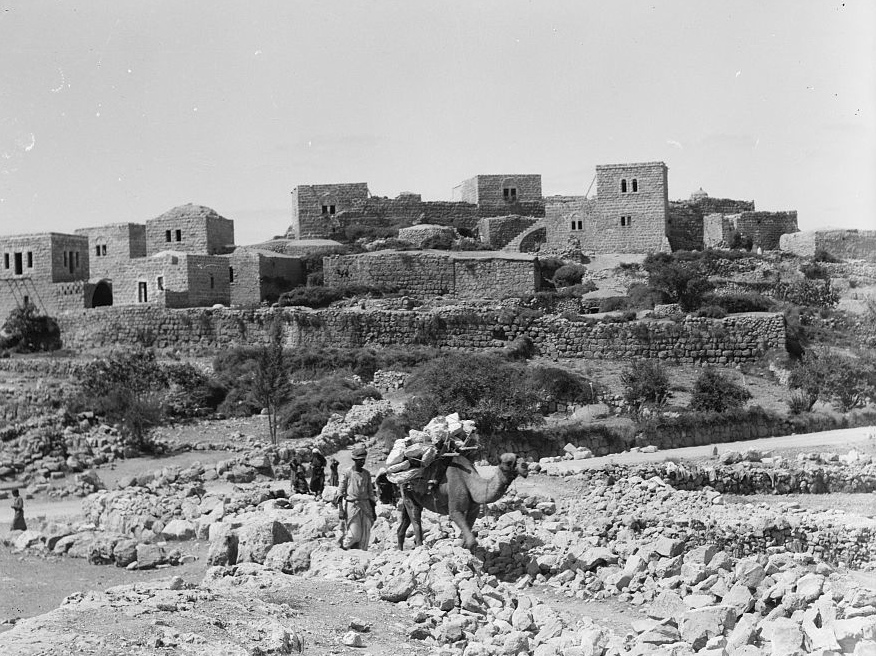
صورة قديمة للقرية

منذ حرب الأيام الستة عام 1967، كانت القرية تحت الاحتلال الإسرائيلي. بلغ عدد سكانها في تعداد عام 1967 الذي أجرته السلطات الإسرائيلية 298 نسمة، منهم 37 من داخل الأراضي الإسرائيلية. بعد اتفاقية أوسلو عام 1995، تم تصنيف 12.1% من أراضي القرية كمنطقة ب، بينما تم تصنيف 87.9% المتبقية كمنطقة ج. كما صادرت إسرائيل 863 دونم (86.3 ها؛ 213 أكر) من أراضي القرية بهدف بناء مستوطنة بيت حورون الإسرائيلية.
بعد أن حرمهم طريق استيطاني من الوصول إلى مدرستهم، يتنقل أطفال القرية الآن إلى مدرسة الطيرة الثانوية المحلية، والتي يحيط بها جدار الفصل الإسرائيلي من ثلاث جهات، عبر قنوات الصرف الصحي. اعتادت العديد من عائلات القرية السكن في الكهوف القريبة، ولكن لتحسين حياتهم قاموا ببناء منازل، والعديد منها الآن عرضة لأوامر الهدم بعد أن قررت إسرائيل تحديد منطقتهم كموقع أثري.

## التركيبة السكانية
معظم سكان بيت عور الفوقا ينحدرون من دورا ، وهي بلدة من بلداتالخليل. تنحدر من القرية مفتيه طليب، جدة رشيدة طليب، أول عربية تدخل الكونغرس الأميركي.